# Villa Pera Riello
Villa Pera, sita a Gaiarine, fu costruita dalla famiglia Pera nella seconda metà del Seicento. Si ha notizia che i Pera, probabilmente mercanti veneziani, provengano nella seconda metà del 1400 dal quartiere denominato Pera della città di Costantinopoli e che la famiglia si sia trasferita a Gaiarine nella seconda metà del XVII secolo dalla Repubblica Veneta. La villa nasce subito fornita di strutture di supporto alla produzione agricola, che sovrappongono o sostituiscono fabbricati più vecchi usufruiti dai Pera a partire dalla fine del XVI secolo forse come casino da caccia. L'impianto seicentesco dell'abitazione, pur mantenendo in facciata la caratteristica tripartizione veneta, letto in pianta mostra una serie di asimmetrie denunciate all'esterno. La costruzione della dimora patrizia è da attribuire a Nicola Pera. Alla costruzione di questa concorsero Zanne Pernisutto e Francesco Susana, muratori locali, che tra il 1670 ed il 1671 edificarono rapidamente il corpo principale della villa ed in parte “stalla e caneva”.
Nell 1678, con la ripresa dei lavori effettuati dalla stessa bottega, viene realizzata la piegatura della barchessa lungo l'attuale via dei Pera a contatto della quale preesistevano modesti fabbricati agricoli. Da una perizia di stima sullo stato dei lavori, si può affermare la presenza nel cantiere di Stefano Segato, in qualità di artefice del progetto architettonico. L'edificio centrale aveva all'epoca soprattutto funzione di abitazione padronale e “mezà” per seguire l'attività agricola. Con la fine della mezzadria e l'introduzione di nuovi metodi lavorativi, negli anni 70, la villa ha esaurito le sue funzioni economiche agricole, ma conserva ancora attrezzature e cantine con relative botti ed accessori atti alla vinificazione.Rimasta sempre di proprietà della famiglia, nel 2001 sono stati intrapresi lavori di restauro e di ristrutturazione concernenti gli impianti termici, igienico sanitari, elettrici con la relativa "messa a norma" degli stessi, nel rispetto dell'impostazione e delle caratteristiche esistenti. Il parco della villa con giardino all'inglese, possiede alberi secolari, due vasche d'acqua recentemente ripristinate, quattro statue settecentesche in pietra bianca tenera: due di queste che rappresentano Ercole e Deianira, sono collocate sui rispettivi pilastri del cancello verso la piazza del paese, le altre due rappresentanti l'estate e l'inverno sono addossate alla falsa facciata sul lato nord ovest, prospiciente la sopradetta piazza. La villa è ora essenzialmente adibita a residenza estiva della famiglia Riello Pera e viene messa a disposizione per eventi di vario genere sia pubblici che privati.